# Annals of Mathematics
Die Annals of Mathematics (nach ISO 4 abgekürzt Ann. Math.), deutsch Annalen der Mathematik, ISSN 0003-486X, ist eines der bedeutendsten Fachjournale der Mathematik. Die Annals werden zweimonatlich durch die Princeton University und das Institute for Advanced Study herausgegeben.
Der erste Vorläufer erschien zwischen 1874 und 1883 unter dem Namen The Analyst (herausgegeben von Joel E. Hendricks in Des Moines, Iowa). 1884 erschien dann die erste Ausgabe unter dem heutigen Namen mit Ormond Stone von der University of Virginia als erstem Herausgeber. Zwischen 1899 und 1911 wurden die Annals von der Harvard University herausgegeben, bevor sie schließlich ihre heutige Heimat in Princeton fanden. Ab 1933 tritt das Institute for Advanced Study als Mitherausgeber auf.
Der Aufstieg der Annals zu einer der angesehensten Zeitschriften der Mathematik ist eng verbunden mit Solomon Lefschetz, der von 1928 bis 1958 als Herausgeber tätig war. Eine Veröffentlichung in den Annals of Mathematics hat besonderes Ansehen wegen der hohen Hürden des Journals für die Veröffentlichung von Artikeln, nicht nur im Peer-Review, sondern auch bei der Auswahl der Artikel. Zu den dort veröffentlichten Aufsätzen gehört zum Beispiel der Beweis der Fermat-Vermutung durch Andrew Wiles.
Nachdem der erste Peer-Review von Thomas Hales Beweis der Kepler-Vermutung, der wesentlich Computer benutzte, gescheitert war, da die Gutachter sich nach aufwändiger jahrelanger Arbeit nur zu 99 Prozent (wie sie sagten) über die Korrektheit sicher waren, veröffentlichten die Annals of Mathematics 2005 den menschlichen Teil des Beweises dennoch und änderten danach ihre Statuten durch einen Zusatz, der genauer spezifizierte, wie der Computerteil des Beweises dokumentiert und für die Veröffentlichung geprüft wird.
Der Impact Factor des Journals lag 2012 bei 3,027. In der Statistik des ISI Web of Knowledge belegte die Zeitschrift Rang 3 von 295 betrachteten Journals in der Kategorie Mathematik.
Die heutigen (2024) Herausgeber sind:
- Helmut Hofer, Institute for Advanced Study
- Fernando Codá Marques, Princeton
- Assaf Naor, Princeton
- Nick Katz, Princeton
- Sergiu Klainerman, Princeton
- Zoltán Szabó, Princeton

Von 1998 bis 2008 waren die Artikel online frei zugänglich, seitdem nicht mehr. Nur Artikel, die älter als fünf Jahre sind, werden im (auch nicht mehr frei zugängliche) JSTOR Archiv zugänglich gemacht. Allerdings erscheinen die Aufsätze häufig vor Publikation als Preprint im ArXiv, ein Vorgehen, das die Herausgeber der Annals of Mathematics auf ihrer Webseite ausdrücklich empfehlen.